# 리퍼 스트리트
리퍼 스트리트(Ripper Street)는 BBC의 텔레비전 드라마이다.

## 배역
- 매슈 맥페이든 - 에드먼드 레이드
- 제롬 플린 - 베넷 드레이크
- 애덤 로덴버그 - 호머 잭슨 대령
- 뮈안나 부링 - 수잔 하트/케이틀린 스위프트 판사
- 샬린 맥케나 - 로즈 어스킨